# WTW.im
WTW.im – multikomunikator internetowy dla systemów Microsoft Windows, udostępniany na licencji freeware.

## Możliwości

### Funkcjonalność
Komunikator do prawidłowego działania wymaga systemu operacyjnego Windows XP z SP2 lub nowszego. Aplikacja dostępna jest w dwóch wersjach, x86 oraz x64, a właściwa, w zależności od wersji systemu operacyjnego, jest automatycznie wykrywana podczas instalacji. Program pozwala na komunikację tekstową między innymi użytkownikami (w zależności od używanych sieci – wiadomości, czaty, rozmowy konferencyjne), możliwe jest również wysyłanie wiadomości SMS. Ponadto komunikator ma wbudowane sprawdzanie pisowni oraz filtrowanie niechcianych wiadomości. Dzięki wtyczkom, dostępnym również w wersjach x86 i x64, program można rozszerzyć o dodatkowe funkcje m.in. uznawane za standard w innych komunikatorach, a niedostępne w instalatorze, powiadomienia dźwiękowe oraz emotikony. Standardowo z poziomu programu możliwa jest automatyczna aktualizacja zarówno samego komunikatora (rdzenia), jak i wszystkich jego wtyczek.

### Obsługiwane protokoły
WTW obsługuje sieci Gadu-Gadu, Skype, Tlen oraz protokół XMPP (w tym konta Facebook Chat, Google Talk, nktalk).
Ponadto obsługuje sieć komunikacyjną IRC poprzez dodatkową wtyczkę, a przez transporty XMPP również sieci komunikacyjne: AIM, ICQ, MSN, QQ, Yahoo!.
| Funkcje                                      | Gadu-Gadu | Tlen.pl   | XMPP | Skype |
| -------------------------------------------- | --------- | --------- | ---- | ----- |
| Wiadomości                                   | Tak       | Tak       | Tak  | Nie   |
| Rozmowy                                      | Tak       | Tak       | Tak  | Tak   |
| Konferencje                                  | Tak       | Nie       | Nie  | Nie   |
| Chaty/MUC                                    | Nie       | Częściowo | Tak  | Nie   |
| Przesyłanie plików                           | Tak       | Tak       | Tak  | Tak   |
| Przesyłanie obrazków                         | Tak       | Tak       | Tak  | Nie   |
| Powiadomienia o pisaniu                      | Tak       | Tak       | Tak  | Tak   |
| Dodatkowe usługi                             | Tak       | Tak       | Tak  | Tak   |
| Szyfrowanie połączenia                       | Tak       | Tak       | Tak  | Tak   |
| Kompresja połączenia                         | Tak       | Nie       | Tak  | Nie   |
| Automatyczny wybór serwera                   | Tak       | Tak       | Tak  | Tak   |
| Ręczny wybór serwera                         | Tak       | Tak       | Tak  | Nie   |
| Wszystkie stany protokołu                    | Tak       | Tak       | Tak  | Tak   |
| Niewidoczność                                | Tak       | Tak       | Tak  | Tak   |
| Awatary                                      | Tak       | Tak       | Tak  | Tak   |
| Unicode                                      | Tak       | Częściowo | Tak  | Tak   |
| Powiadomienia o nowej poczcie                | Tak       | Tak       | Tak  | Nie   |
| Rozmowy głosowe                              | Nie       | Nie       | Nie  | Tak   |
| Rozmowy wideo                                | Nie       | Nie       | Nie  | Nie   |
| SIP/IAX2                                     | Nie       | Nie       | Nie  | Tak   |
| Opisy graficzne                              | Nie       | Nie       | Nie  | Nie   |
| Wizytówka kontaktów                          | Tak       | Tak       | Tak  | Nie   |
| Wyszukiwanie danych w katalogach publicznych | Nie       | Nie       | Nie  | Nie   |

### Lista obsługiwanych „XMPP Extensions”
| XEP       | Nazwa                                           | Typ             | XMPP Status  | Status         | Uwagi                                                                |
| --------- | ----------------------------------------------- | --------------- | ------------ | -------------- | -------------------------------------------------------------------- |
| google:SS | Google Shared Status                            | Google          | ---          | Obsługiwany    | Bez listy opisów                                                     |
| google:MN | Google Mail Notify                              | Google          | ---          | Obsługiwany    |                                                                      |
| XEP-0004  | Data Forms                                      | Standards Track | Final        | Częściowo      |                                                                      |
| XEP-0008  | IQ-Based Avatars                                | Historical      | Deferred     | Obsługiwany    |                                                                      |
| XEP-0009  | Jabber-RPC                                      | Standards Track | Final        |                |                                                                      |
| XEP-0012  | Last Activity                                   | Standards Track | Final        | Obsługiwany    |                                                                      |
| XEP-0013  | Flexible Offline Message Retrieval              | Standards Track | Draft        | Nieobsługiwany | Nie będzie dodany                                                    |
| XEP-0016  | Privacy Lists                                   | Standards Track | Draft        | Obsługiwany    | Tylko przez GUI                                                      |
| XEP-0018  | Invisible Presence                              | Informational   | Rejected     | Obsługiwany    | Jeśli serwer obsługuje                                               |
| XEP-0020  | Feature Negotiation                             | Standards Track | Draft        | Obsługiwany    | Na potrzebę przesyłu plików                                          |
| XEP-0021  | Jabber Event Notification Service               | Standards Track | Retracted    |                |                                                                      |
| XEP-0022  | Message Events                                  | Historical      | Deprecated   | Częściowo      | Tylko odbiór                                                         |
| XEP-0030  | Service Discovery                               | Standards Track | Final        | Obsługiwany    |                                                                      |
| XEP-0033  | Extended Stanza Addressing                      | Standards Track | Draft        |                |                                                                      |
| XEP-0045  | Multi-User Chat                                 | Standards Track | Draft        |                |                                                                      |
| XEP-0047  | In-Band Bytestreams                             | Standards Track | Draft        | Obsługiwany    |                                                                      |
| XEP-0048  | Bookmarks                                       | Standards Track | Draft        |                |                                                                      |
| XEP-0049  | Private XML Storage                             | Historical      | Active       |                |                                                                      |
| XEP-0050  | Ad-Hoc Commands                                 | Standards Track | Draft        | Częściowo      | 0- i 1- stopniowe via browser                                        |
| XEP-0054  | vcard-temp                                      | Historical      | Active       | Obsługiwany    |                                                                      |
| XEP-0055  | Jabber Search                                   | Historical      | Active       |                |                                                                      |
| XEP-0060  | Publish-Subscribe                               | Standards Track | Draft        | Częściowo      | Zestaw z XEP-163                                                     |
| XEP-0065  | SOCKS5 Bytestreams                              | Standards Track | Draft        | Obsługiwany    | Acz bez obsługi proxy przy wysyłaniu pliku                           |
| XEP-0066  | Out of Band Data                                | Standards Track | Draft        | Obsługiwany    |                                                                      |
| XEP-0070  | Verifying HTTP Requests via XMPP                | Standards Track | Draft        | Obsługiwany    |                                                                      |
| XEP-0071  | XHTML-IM                                        | Standards Track | Draft        | Częściowo      | Na potrzeby przesyłu obrazków                                        |
| XEP-0077  | In-Band Registration                            | Standards Track | Final        | Obsługiwany    |                                                                      |
| XEP-0078  | Non-SASL Authentication                         | Standards Track | Obsolete     | Nieobsługiwany | Nie będzie dodany                                                    |
| XEP-0079  | Advanced Message Processing                     | Standards Track | Draft        |                |                                                                      |
| XEP-0080  | User Location                                   | Standards Track | Draft        | Obsługiwany    | W core (xmpp), bez wyświetlania Tylko dla wtyczek                    |
| XEP-0082  | XMPP Date and Time Profiles                     | Informational   | Active       |                |                                                                      |
| XEP-0083  | Nested Roster Groups                            | Informational   | Active       |                |                                                                      |
| XEP-0084  | User Avatar                                     | Standards Track | Draft        | Obsługiwany    |                                                                      |
| XEP-0085  | Chat State Notifications                        | Standards Track | Final        | Obsługiwany    |                                                                      |
| XEP-0091  | Legacy Delayed Delivery                         | Historical      | Obsolete     | Obsługiwany    |                                                                      |
| XEP-0092  | Software Version                                | Standards Track | Draft        | Obsługiwany    |                                                                      |
| XEP-0095  | Stream Initiation                               | Standards Track | Draft        | Obsługiwany    |                                                                      |
| XEP-0096  | File Transfer                                   | Standards Track | Draft        | Obsługiwany    |                                                                      |
| XEP-0100  | Gateway Interaction                             | Informational   | Active       |                |                                                                      |
| XEP-0106  | JID Escaping                                    | Standards Track | Draft        |                |                                                                      |
| XEP-0107  | User Mood                                       | Standards Track | Draft        | Obsługiwany    | W Core jest tylko odbiór                                             |
| XEP-0108  | User Activity                                   | Standards Track | Draft        |                |                                                                      |
| XEP-0109  | Vacation Messages                               | Informational   | Deferred     |                |                                                                      |
| XEP-0115  | Entity Capabilities                             | Standards Track | Draft        | Obsługiwany    |                                                                      |
| XEP-0118  | User Tune                                       | Standards Track | Draft        | Obsługiwany    | W Core jest tylko odbiór ustawianie zaimplementowane w fooPEPDriver; |
| XEP-0122  | Data Forms Validation                           | Standards Track | Draft        |                |                                                                      |
| XEP-0126  | Invisibility                                    | Informational   | Active       | Obsługiwany    |                                                                      |
| XEP-0127  | Common Alerting Protocol (CAP) Over XMPP        | Informational   | Active       |                |                                                                      |
| XEP-0128  | Service Discovery Extensions                    | Informational   | Active       |                |                                                                      |
| XEP-0130  | Waiting Lists                                   | Historical      | Active       |                |                                                                      |
| XEP-0131  | Stanza Headers and Internet Metadata (SHIM)     | Standards Track | Draft        |                |                                                                      |
| XEP-0133  | Service Administration                          | Informational   | Active       |                |                                                                      |
| XEP-0136  | Message Archiving                               | Standards Track | Draft        |                |                                                                      |
| XEP-0137  | Publishing SI Requests                          | Standards Track | Draft        |                |                                                                      |
| XEP-0138  | Stream Compression                              | Standards Track | Draft        | Obsługiwany    | zlib                                                                 |
| XEP-0141  | Data Forms Layout                               | Standards Track | Draft        |                |                                                                      |
| XEP-0144  | Roster Item Exchange                            | Standards Track | Draft        |                |                                                                      |
| XEP-0146  | Remote Controlling Clients                      | Informational   | Active       |                |                                                                      |
| XEP-0149  | Time Periods                                    | Informational   | Active       |                |                                                                      |
| XEP-0152  | Reachability Addresses                          | Standards Track | Experimental |                |                                                                      |
| XEP-0153  | vCard-Based Avatars                             | Historical      | Active       | Częściowo      | Tylko odbiór                                                         |
| XEP-0155  | Stanza Session Negotiation                      | Standards Track | Draft        |                |                                                                      |
| XEP-0157  | Contact Addresses for XMPP Services             | Informational   | Active       |                |                                                                      |
| XEP-0160  | Best Practices for Handling Offline Messages    | Informational   | Active       |                |                                                                      |
| XEP-0163  | Personal Eventing Protocol                      | Standards Track | Draft        | Obsługiwany    |                                                                      |
| XEP-0168  | Resource Application Priority                   | Standards Track | Experimental |                |                                                                      |
| XEP-0170  | Recommended Order of Stream Feature Negotiation | Informational   | Active       | Obsługiwany    |                                                                      |
| XEP-0172  | User Nickname                                   | Standards Track | Draft        | Obsługiwany    | Presence, Message, PEP                                               |
| XEP-0184  | Message Receipts                                | Standards Track | Draft        | Obsługiwany    |                                                                      |
| XEP-0186  | Invisible Command                               | Standards Track | Experimental |                |                                                                      |
| XEP-0189  | Public Key Publishing                           | Standards Track | Experimental |                |                                                                      |
| XEP-0191  | Simple Communications Blocking                  | Standards Track | Draft        |                |                                                                      |
| XEP-0199  | XMPP Ping                                       | Standards Track | Draft        | Obsługiwany    |                                                                      |
| XEP-0202  | Entity Time                                     | Standards Track | Draft        | Obsługiwany    |                                                                      |
| XEP-0203  | Delayed Delivery                                | Standards Track | Draft        | Obsługiwany    |                                                                      |
| XEP-0211  | XMPP Basic Client 2008                          | Standards Track | Draft        | Obsługiwany    |                                                                      |
| XEP-0224  | Attention                                       | Standards Track | Draft        | Obsługiwany    | Z poziomu API, aby udźwiękowić potrzebna wtyczka                     |
| XEP-0231  | Bits Of Binary                                  | Standards Track | Draft        | Obsługiwany    | Na potrzeby przesyłu obrazków w oknie rozmowy                        |
| XEP-0242  | XMPP Client Compliance 2009                     | Standards Track | Draft        | Obsługiwany    | Core                                                                 |
| XEP-0245  | The /me Command                                 | Informational   | Active       |                |                                                                      |
| XEP-0249  | Direct MUC Invitations                          | Standards Track | Experimental |                |                                                                      |
| XEP-0256  | Last Activity in Presence                       | Standards Track | Experimental |                |                                                                      |
| XEP-0259  | Message Mine-ing                                | Standards Track | Experimental |                |                                                                      |
| XEP-0264  | File Transfer Thumbnails                        | Standards Track | Experimental |                |                                                                      |
| XEP-0265  | Out-of-Band Stream Data                         | Standards Track | Experimental |                |                                                                      |
| XEP-0267  | Server Rosters                                  | Standards Track | Experimental | Obsługiwany    |                                                                      |
| XEP-0268  | Incident Reporting                              | Standards Track | Experimental |                |                                                                      |

## Historia
Autorem aplikacji jest Tomasz Nagisa (Kaworu). Rozpoczął on pracę nad programem w 2005 roku, ze względu na niezadowolenie z komunikatora Tlen.pl. Pierwsza wersja robocza opublikowana została na forum Ekipa.Tlen.pl 15 listopada 2005. Tam pojawiały się również kolejne wydania – do maja 2006 w miarę regularnie. Potem jednak rozwój programu uległ znacznemu spowolnieniu. Następna wersja została wydana dopiero 18 stycznia 2007.
24 września 2007 autor udostępnił publicznie zupełnie nową, przepisaną od nowa edycję komunikatora (WTW2), mniej powiązaną z Tlenem, która rozwijana jest do dziś. Kolejne wersje nadal jednak pojawiały się stosunkowo rzadko – co kilka miesięcy. Przełom nastąpił w grudniu 2008 roku, gdy programem zainteresowali się użytkownicy komunikatora Konnekt, który od dłuższego czasu nie był już rozwijany. Wówczas uruchomiona została oficjalna witryna i forum WTW, gdzie użytkownicy publikują wtyczki swojego autorstwa.
Wzmianki o WTW zaczęły pojawiać się na niezależnych stronach latem 2009 roku, natomiast pierwsza stabilna wersja została wydana 2 listopada 2010. W podsumowaniu 2010 roku komunikator WTW został umieszczony na osiemnastym miejscu zestawienia ulubionych programów czytelników wortalu dobreprogramy. Począwszy od wersji 0.9, w WTW została wprowadzona obsługa protokołu Skype.
WTW jest drugim na świecie komunikatorem – zaraz po wieloplatformowym Trillianie – który wprowadził obsługę Skype bez pośrednictwa oryginalnego klienta.

## Wtyczki
W oficjalnym katalogu wtyczek na forum komunikatora dostępnych jest ponad 50 nieoficjalnych wtyczek, dzięki którym można rozszerzyć funkcjonalność WTW. Wszystkie wtyczki posiadają wersje dla systemów 32- i 64-bitowych, każda może również korzystać z wbudowanego w rdzeń komunikatora systemu autoaktualizacji. Dzięki udostępnieniu API każdy użytkownik ma możliwość stworzenia własnej wtyczki do komunikatora.
Pierwsze wersje komunikatora posiadały API kompatybilne z komunikatorem Tlen.pl. Z czasem interfejs ewoluował i kompatybilność została zarzucona (przede wszystkim przez zmianę kodowania literałów na UTF-16), lecz koncepcja pozostała bez zmian. Pakiet SDK zawiera nagłówki umożliwiające tworzenie wtyczek w C/C++. Istnieje też nieoficjalny port SDK dla Pascala.

### Oficjalne
| Nazwa wtyczki            | Autor  | Działanie |
| ------------------------ | ------ | --- |
| Gadu-Gadu Protocol       | Kaworu | obsługa protokołu Gadu-Gadu                                                                                               |
| Skype Protocol           | Kaworu | obsługa protokołu Skype                                                                                                   |
| Tlen.pl Protocol         | Kaworu | obsługa protokołu Tlen.pl                                                                                                 |
| XMPP Protocol            | Kaworu | obsługa protokołu XMPP/Jabber                                                                                             |
| Pseudo-contacts protocol | Kaworu | obsługa pseudokontaktów – kontaktów bez protokołu, z przypisanymi m.in. numerami telefonu                                 |
| Blip                     | Kaworu | formatowanie wiadomości z serwisu Blip.pl                                                                                 |
| smsBlue                  | Kaworu | wysyłanie wiadomości tekstowych przez telefon podłączony do komputera przez Bluetooth                                     |
| smsStdGates              | Kaworu | wysyłanie wiadomości tekstowych przez bramki internetowe przy pomocy interfejsu zaimplementowanego w JavaScript           |
| k.info                   | Kaworu | dodatkowe informacje o kontaktach, m.in. czas ostatniej widoczności, ostatni status                                       |
| Web Tools                | Kaworu | miniserwer WWW umożliwiający przesyłanie plików między użytkownikami                                                      |
| utlNews                  | Kaworu | panel wyświetlający wiadomości z GaduNews, DobreProgramy.pl oraz powiadomienia o poczcie na Gmail, Tlen.pl oraz Gadu-Gadu |

### Nieoficjalne
| Nazwa wtyczki    | Autor      | Działanie                                                                                       |
| ---------------- | ---------- | ----------------------------------------------------------------------------------------------- |
| Sounds           | adrian_007 | powiadomienia o zdarzeniach za pomocą dźwięków                                                  |
| Emots            | adrian_007 | wyświetlanie emotikonów w oknie rozmowy                                                         |
| protoIRC         | adrian_007 | obsługa protokołu IRC                                                                           |
| protoBonjour     | adrian_007 | obsługa protokołu Bonjour                                                                       |
| wtwRemoteImages  | adrian_007 | automatyczne wysyłanie linków do obrazów zamieszczonych w serwisie imgur.com                    |
| wtwPastebin      | adrian_007 | wysyłanie wycinków tekstu do serwisu pastebin.com                                               |
| wtwStatusLog     | adrian_007 | logowanie statusów do bazy SQLite3                                                              |
| wtwListTabs      | adrian_007 | interpretacja zdefiniowanych filtrów jako kart na liście kontaktów                              |
| wtwRegexReplacer | adrian_007 | zastępowanie części wiadomości na podstawie wyrażeń regularnych zgodnych ze standardem PERL     |
| wtwStatusHistory | adrian_007 | przywracanie ostatnio używanych opisów                                                          |
| wtwRadio         | Anubis     | odtwarzanie internetowych stacji radiowych                                                      |
| utlImage         | Mucha      | wysyłanie zrzutów ekranów i opcjonalne rysowanie po nich                                        |
| kwNotify         | Kwiateusz  | informowanie o pisaniu wiadomości przez kontakt w postaci powiadomienia nad zasobnikiem Windows |
| kwReopenLastTab  | Kwiateusz  | przywracanie 10 ostatnio zamkniętych kart rozmów                                                |
| utlFTP           | Mucha      | wysyłanie plików na zdefiniowany serwer FTP                                                     |
| pexWTC           | suawek     | obsługa czatów tlenowych                                                                        |

## Krytyka
Część użytkowników krytykuje WTW za ascetyzm – program standardowo nie posiada wbudowanych, powszechnie uważanych za standard, funkcji takich jak emotikony lub powiadomienia dźwiękowe. Mniej zaawansowani użytkownicy krytykują komunikator za zbyt skomplikowany i niejasny sposób konfiguracji. Część społeczności krytykuje program za brak wstecznej kompatybilności ze wcześniejszymi wersjami protokołu Jabber (przez co stare serwery niezgodne ze standardami XMPP nie są obsługiwane – np. serwer Spika) oraz za nie zawsze dochodzące wiadomości.